# Torre del Señor de la Villa
La torre del Señor de la Villa, a diferencia de otras torres del municipio como la  Torre de Ría  o la  Torre de la Ermita, está ubicada en el interior del núcleo de la población de  Serra   (Provincia de Valencia)  .

## Historia
Fue construida en el siglo IX y es de origen islámico. Su objetivo era militar y defensivo; además, servía de refugio para la población si recibían cualquier tipo de amenaza al territorio.
La Torre del Señor de la Villa fue declarada en 2001 Bien de Interés Cultural. En 2018 se iniciaron los trabajos de restauración de la misma.

## Descripción
La torre se encuentra en el interior del núcleo urbano de Serra. Formó parte el sistema defensivo del término como las torres de Satareña o de Náquera, Ría y el castillo. Es de planta rectangular y sus muros son de tapial, se encuentra adosada a la casa palacio, edificio conformado por muros de mampostería. El perfil es ligeramente trapezoidal, con pequeños vacíos y almenas como acabamientos. Las fachadas se encuentran libres de elementos decorativos.
Las reformas que ha sufrido la torre a lo largo de los años han variado considerablemente su estructura original.